# ホワイトチャペル
ホワイトチャペル（Whitechapel）は、イングランドのロンドン市街、タワーハムレッツ特別区にあるインナーシティ地区。チャリング・クロスの5.5 km (3.4 mi)東に位置し、西側では概ねビショップスゲート、北側ではファッション・ストリート、東側ではブレイディ・ストリートとキャヴェル・ストリート、南側ではザ・ハイウェイと、それぞれの通りが境界となっている。バングラデシュ系英国人を中心に、多様な民族が居住している。
切り裂きジャック（ジャック・ザ・リッパー）で有名な、1880年代後半に発生したホワイトチャペル殺人事件の犯行現場としてよく知られる。これまでに100人以上の容疑者が犯人の候補に挙げられてきたが、真犯人は事件から1世紀余りを経た2023年現在も未だ判明していない。

## 歴史

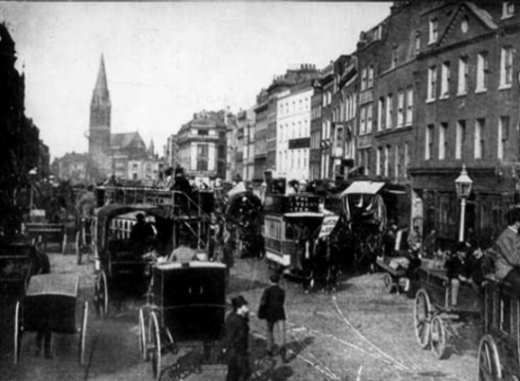
1905年のホワイトチャペル・ハイ・ストリート

ホワイトチャペルの中心はホワイトチャペル・ロードとしてさらに東へと延びるホワイトチャペル・ハイ・ストリートで、聖マリアに捧ぐ小さな教会 (chapel of ease) に因んで名付けられた。教会の教区牧師は1329年のヒュー・ド・フルボーン（Hugh de Fulbourne）で、理由は不明だが、1338年頃にはセント・メアリー・マットフェロン（en）と呼ばれる、ホワイトチャペル地区の教区教会となった。教会は第二次世界大戦中の攻撃により破壊されたが、跡地とその共同墓地のあった場所は現在、通りの南側に面しており、公園になっている。
ホワイトチャペル・ハイ・ストリートとホワイトチャペル・ロードは現在、A11道路の一部を成している。これらは古くはシティ・オブ・ロンドンとコルチェスターを結ぶローマ街道の最初の区間だった。後の時代には、このルートを通ってロンドン市内を行き来する旅行者はホワイトチャペル・ハイ・ストリート沿いのコーチング・イン（現代でいうロードサイド型のパブやモーテルに近い）に宿泊するようになった
16世紀の後半に入る頃には、ホワイトチャペルの郊外と周辺地域はロンドンの"もう半分"になり始めていた。アルドゲイトの東側、市壁の外側で役所の統制が及ばない場所に位置し、特に皮なめし工場や醸造所、鋳造所 (フィラデルフィアの自由の鐘やビッグ・ベンを鋳造したホワイトチャペル・ベル・ファンドリーが代表的) および食肉処理場などの悪臭を放つ業務を扱う工業施設が集積した。
1680年、ホワイトチャペルの教区牧師であった、セント・メアリー・マットフェロン教区のラルフ・ダヴェナント牧師（en）は教区の40名の少年と30名の少女の教育のために遺産を残した。ダヴェナント地方補助学校（en）は1966年にホワイトチャペルからラフトン（en）に移転したが、ダヴェナント・センター（en）は今も現存する。
17世紀から19世紀半ばにかけて、産業や商業の利益を求めて田舎の地方からロンドンへと人口が流入した結果、ホワイトチャペル周辺には多くの貧困者が定住するようになった。
1797年、ノアの反乱で中心的役割を担ったことで絞首刑にされたリチャード・パーカーの遺体が夫人に引き取られ、ホワイトチャペルにて埋葬（教会葬）された。埋葬前の遺体を見ようと、群衆が押し寄せた。
1840年代までにホワイトチャペルは、ワッピング、アルドゲート（en）、ベスナル・グリーン（en）、マイル・エンド（en）、ライムハウス（en）、ボウ（en）、ブロムリー・バイ・ボウ（en）、ポプラー（en）、シャドウェル（en）およびステップニー（今日イーストエンドと総称される地区）と共に「ディケンズ的」ロンドンに発展していったが、貧困と過密状態の問題を抱えることとなった。ホワイトチャペル・ロードそのものはこの時代はそれほど不潔なわけではなかった－その周りにある不潔で危険な小さく暗い雑然とした路地が問題であった。例えば、ドーセット・ストリート（現在は私有路であるが、かつては「ロンドンで最悪の路地」といわれていた）、スロール・ストリート、バーナーズ・ストリート（ヘンリケス・ストリートに改名された）、ウェントワース・ストリートなどである。
ウィリアム・ブースは「キリスト教リバイバル協会」を創設し、テントで福音の伝道を行い、1865年にホワイトチャペルのトーマス・ストリートに「フレンド墓地」をつくった。他の人々も彼の「キリスト教伝道会」に参加するようになり、1878年8月7日にホワイトチャペル・ロード272番地で行われた集会で、救世軍が設立された。彼の貧者救済のための伝道と活動を記念する像が作られた。

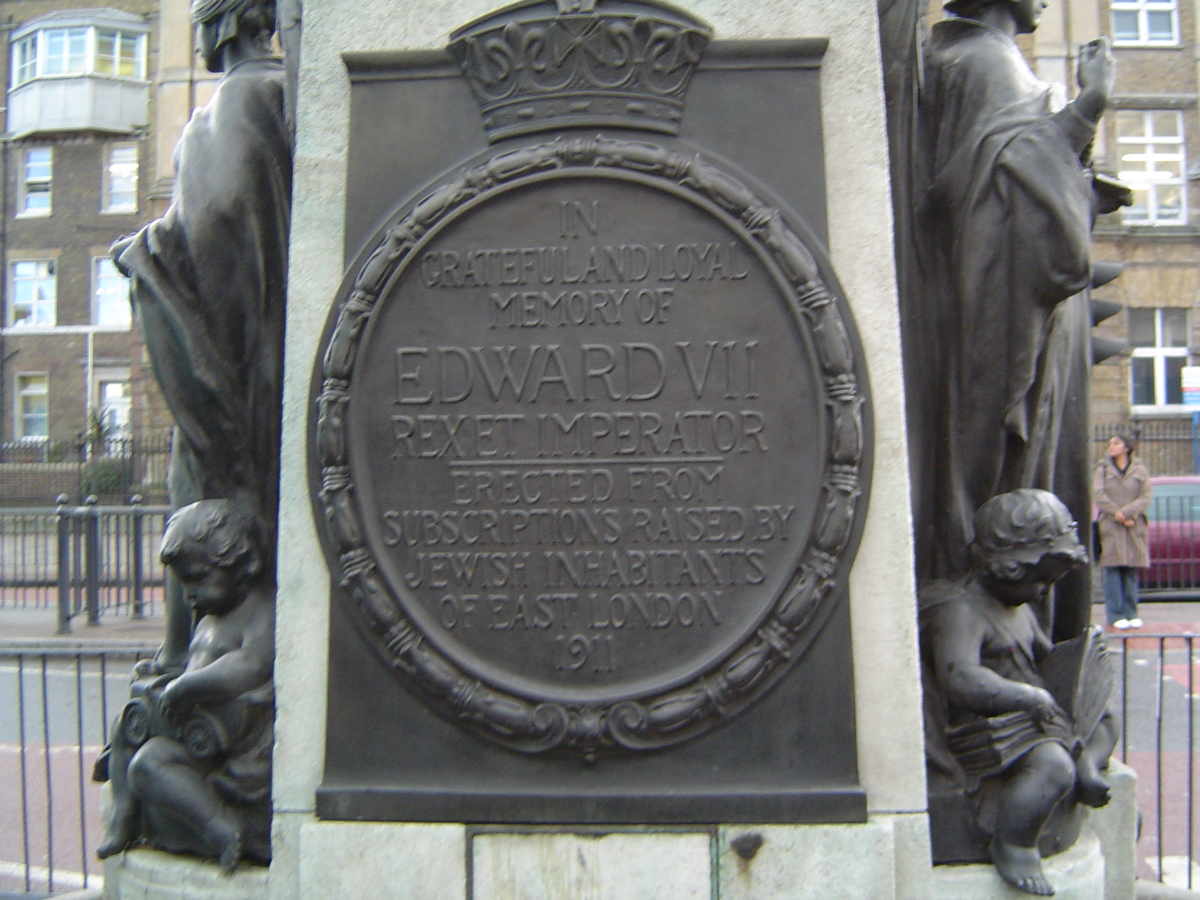
エドワード7世を偲ぶ銘板

ヴィクトリア朝においては、多くの移民、とりわけアイルランド人とユダヤ人の転入によってイングランドに居住する民族の貧困層の基礎的な人口は増大した。1883年から1884年、イディッシュ劇場の舞台俳優ジェイコブ・アドラーは「このホワイトチャペルへ深く入り込むほど、より心が沈むのだ。ここはロンドンなのか？ロシアでも、後年のニューヨークの最貧のスラム街でも、1880年代のロンドンのような貧困を目にすることはないだろう。」と記した。この特有の貧困状態に置かれては、多くの女性が売春婦へと駆り立てられた。1888年10月の時点で、ロンドン警視庁はホワイトチャペルには1,200人の"かなり階級の低い"売春婦と62の売春宿が存在すると推定した。チャールス・ブースの著書『ロンドン市民の生活と労働』の中では、特にブラックウォール・レールウェイに属するブラックウォール・ビルディングと呼ばれる貧相な住宅について言及されている。
これらの売春婦は11件のホワイトチャペル連続殺人事件に関係しており、そのうちの数名は伝説的な連続猟奇殺人鬼として知られる切り裂きジャックによって殺害された。これらの襲撃事件は地区内および全国の広い範囲に恐怖を与え、当地区の不潔さや不道徳さの改革に意気込む社会活動家の注目を集めた。しかしながら、21世紀の今日においてもこれらの犯罪は未解決である。

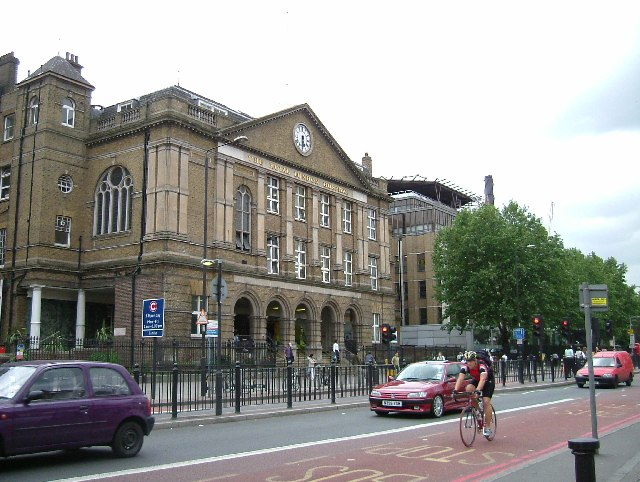
18世紀から現存するロイヤル・ロンドン・ホスピタルの旧館

1902年、アメリカ人作家ジャック・ロンドンはジェイコブ・リースによる独創的な本『住む世界が違う人達の暮らし（How the Other Half Lives）』のようなものを書きたいと思い、ぼろぼろの服をまとってホワイトチャペルで暮らし、その経験の詳細を『どん底の人びと』に著した。リースはその直前にアメリカの主要都市の広い地域における驚くほどひどい状況を著したところであった。社会主義者であったロンドンは、近代資本主義を生み出した国の主要都市の状況を調査する価値があると考えた。彼はイギリスの貧困はアメリカよりはるかに劣悪であると結論づけた。ホワイトチャペルおよび他のイーストエンド地区の貧困、ホームレス、搾取的な労働環境、売春および高い幼児死亡率は、世界に類を見ない最大の財産として、定期的にホワイトチャペルで集会を開いていたフェビアン協会のメンバーであったジョージ・バーナード・ショーから、ロシアから亡命していた時にホワイトチャペルに住み、そこで集会を開いたレーニンに至るまでの、あらゆる過激派の改革主義者および革命家の注目を集めた。この地域は今も、シャーロット・ウィルソン（en）が設立した無政府主義系出版社であるフリーダム・プレス（en）の本拠地である。
「エレファント・マン」として知られるジョゼフ・メリック（1862年 - 1890年）は、ホワイトチャペルで有名となった。彼はホワイトチャペル・ロードの見世物小屋で興行を行った。その後、その小屋の向かいにあるロイヤル・ロンドン・ホスピタル（en）でフレデリック・トレヴェス（en、1853年 - 1923年）が診察をすることになる。ジョゼフ・メリックの生涯を紹介している博物館が存在する。
ホワイトチャペルは20世紀前半はいくらかはましになったものの、依然として貧しい（そして生き生きとした）状態であった。第二次大戦中に、ザ・ブリッツおよびナチス・ドイツの報復兵器による攻撃で大きなダメージを受けた。それ以降、ホワイトチャペルはその悪評のほとんどが消えた。

## 著名な出身者および居住者

### 生誕した人物
- エイブラハム・ビーム (1906–2001) - ユダヤ人として初めてニューヨーク市長を務めた。
- スタンリー・ブラック (1913–2002) - 指揮者、作曲家。
- デーモン・アルバーン (1968-) – シンガーソングライター、ロックバンド「ブラー」のリードボーカル、架空のカートゥーン・バンドゴリラズの共同創設者。

### 居住者あるいは縁のある人物
- ウィリアム・ブース (1829–1912) - 救世軍創立者。
- リチャード・ブランドン (? – 1649年6月20日) - チャールズ1世の死刑執行人。彼の墓がホワイトチャペル教区のSt Mary Matfelon教会にある。
- ジャック・ザ・リッパー - 連続猟奇殺人犯。
- ルドルフ・ロッカー (1873–1958) - アナルコ・サンディカリストの歴史家、アナーキズムの活動家。1895年から1918年までの間、ホワイトチャペルに居住し、活動した。